# Seau à glace
 (mars 2016).
Si vous disposez d'ouvrages ou d'articles de référence ou si vous connaissez des sites web de qualité traitant du thème abordé ici, merci de compléter l'article en donnant les références utiles à sa vérifiabilité et en les liant à la section « Notes et références ».

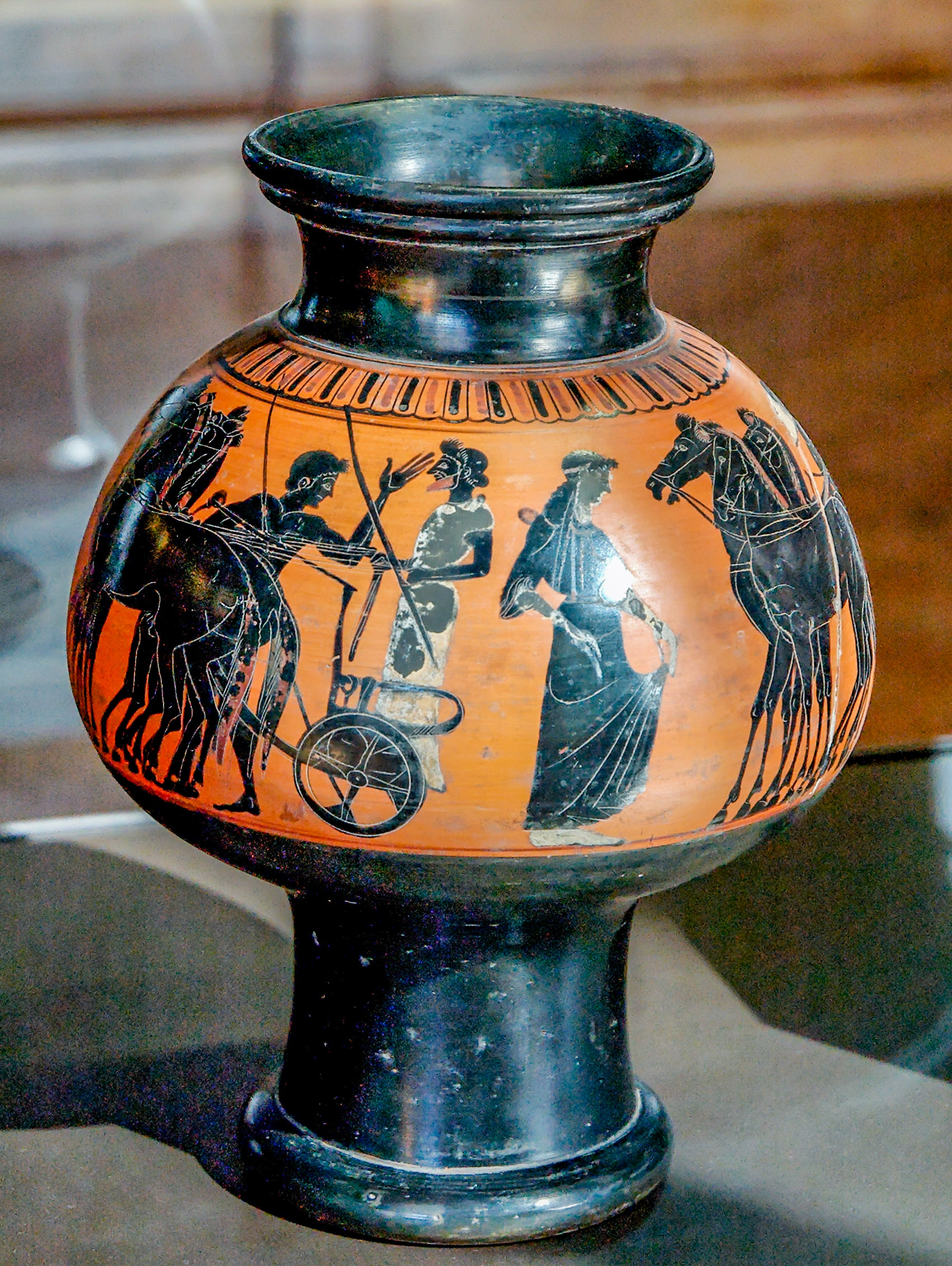
Un psykter du VIe siècle av. J.-C. exposé au Louvre.

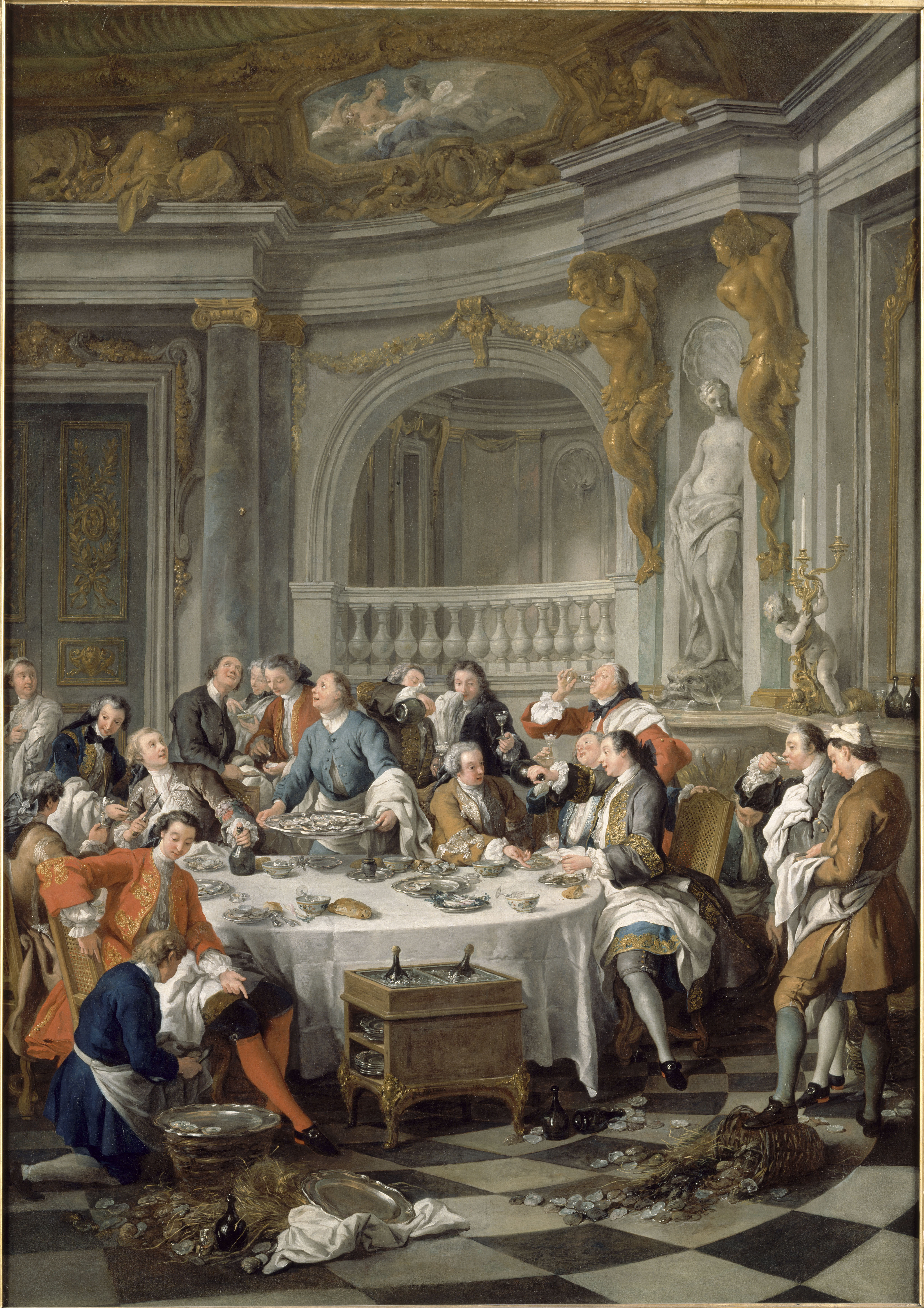
Le Déjeuner d'huîtres du roi Louis XV au château de Versailles, tableau de Jean-François de Troy (1735). Les verres à pied sont renversés dans des bols servant de rafraîchissoirs individuels. Les bouteilles de champagne sont conservées au frais dans un rafraîchissoir mobile en bois.

Un seau à glace ou à rafraîchir, encore appelé rafraîchissoir ou vase à rafraîchir, est un seau (ou plus anciennement un vase ou un meuble) que l'on remplit de glace pilée ou de glaçons, et dans lequel on plonge une ou plusieurs bouteilles contenant une boisson à consommer fraîche ou frappée, afin de la refroidir puis de la maintenir à une température suffisamment basse avant et pendant qu'elle est servie. Les verres peuvent également y être plongés avant d'être utilisés.

## Historique
Dans la Grèce antique, on utilisait un dispositif similaire, appelé psykter : il s'agit d'un vase en céramique que l'on remplissait de vin, et que l'on plongeait dans un récipient plus large, tel qu'un cratère, contenant la glace, ou vice-versa.

## Utilisation
Les seaux à glace sont particulièrement utilisés pour rafraîchir des boissons alcoolisées, en particulier les vins et notamment le Champagne, auquel cas ils portent respectivement les noms de seau à vin et seau à Champagne.
Les seaux à glace peuvent constituer un support publicitaire pour les marques de boissons.
Les seaux à glace peuvent être faits de matériaux divers : métal, verre, céramique, terre cuite, plastique. Ils peuvent être opaques ou transparents, et être plus ou moins richement décorés. Ils peuvent être munis d'une anse de chaque côté, afin de faciliter leur transport.

## Galerie

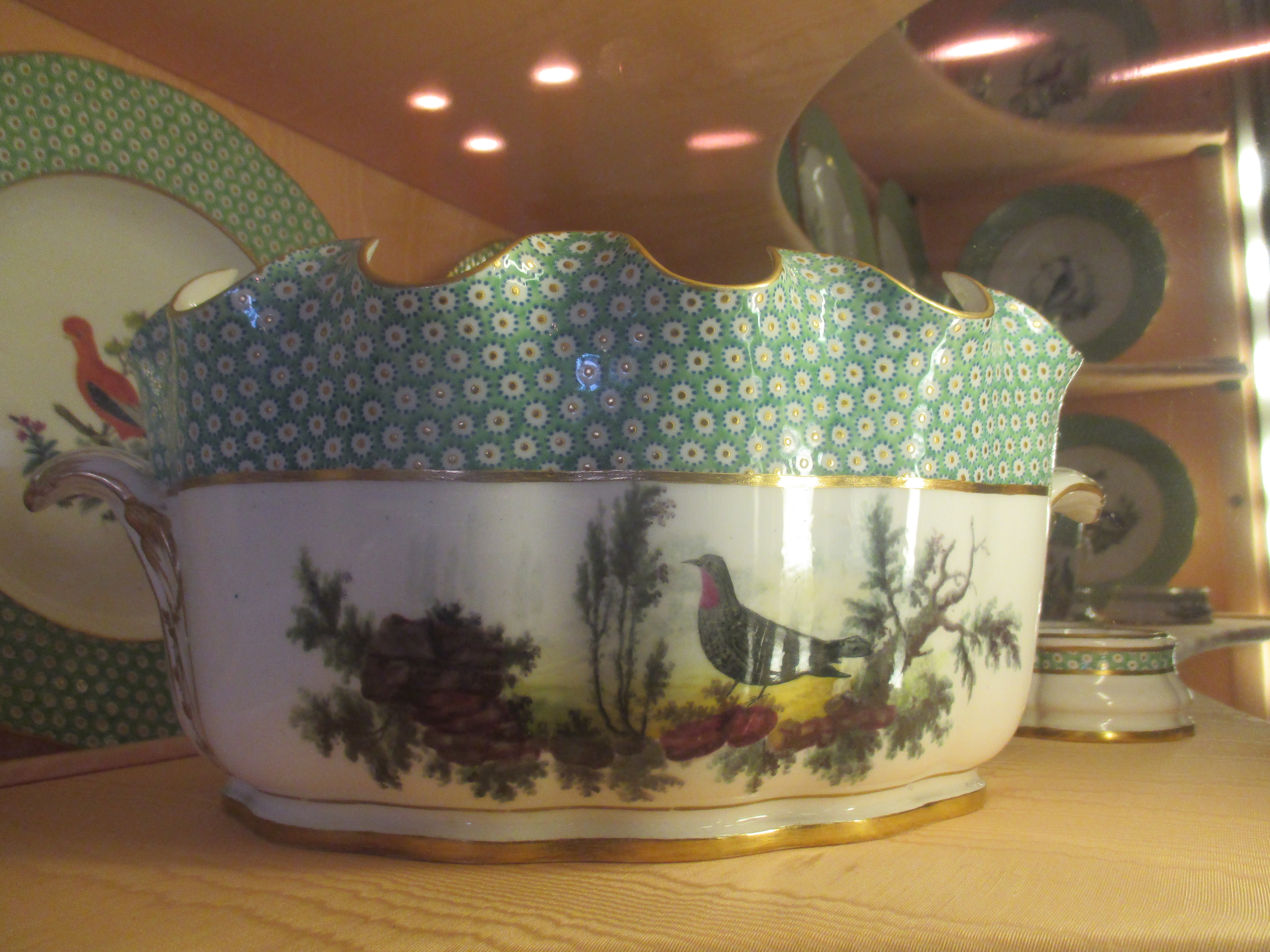
Rafraîchissoir à verres de 1784 (collection Buffon), cabinet des Porcelaines du Musée Camondo à Paris.
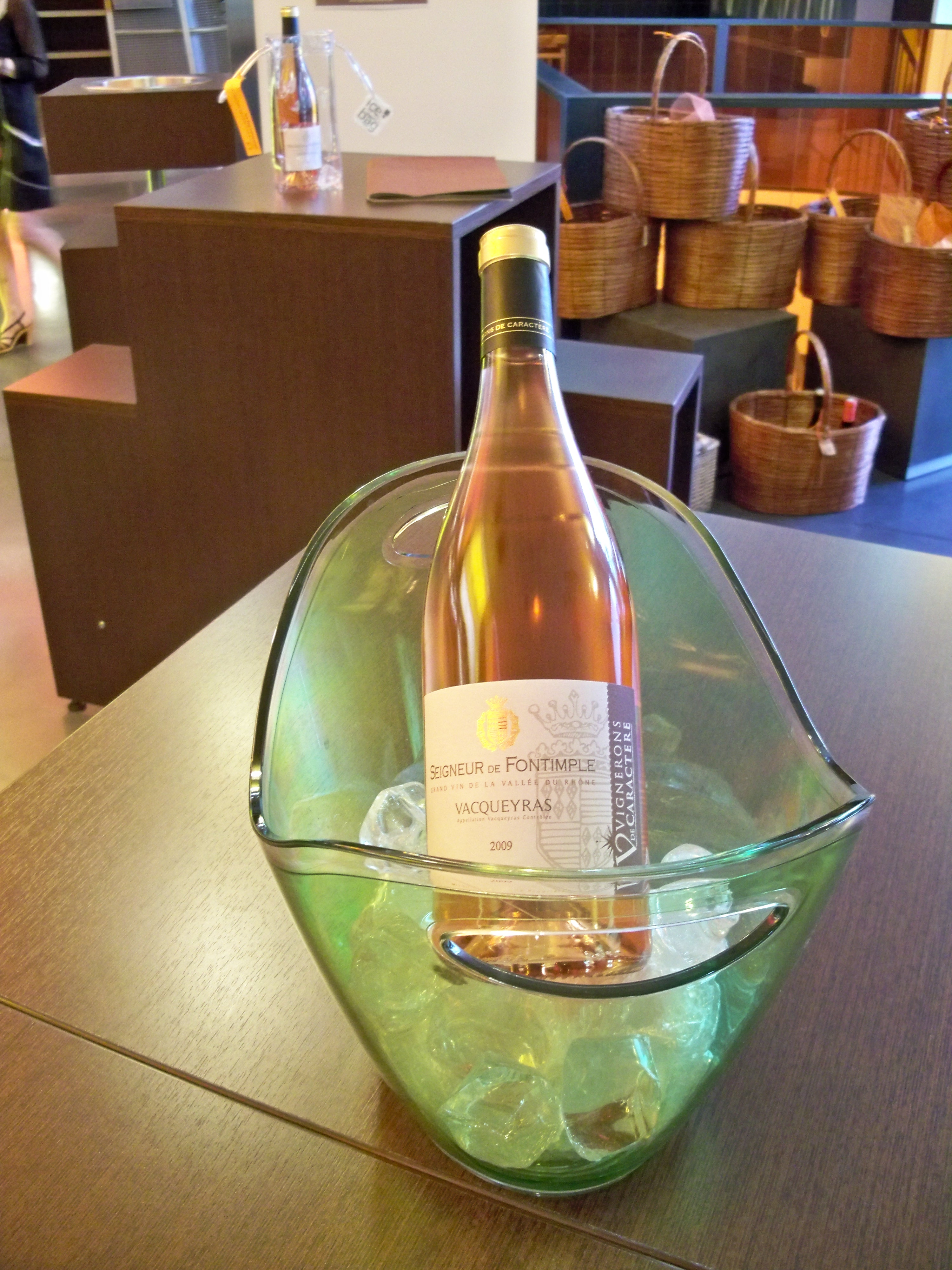
Vacqueyras (AOC) rosé dans son seau à glace moderne.